# Мороховець
Морохове́ць —  село в Україні, у складі Липецької громади Харківського району Харківської області. Населення становить 44 осіб. Колишній орган місцевого самоврядування — Глибоківська сільська рада.

## Новітня історія
7 лютого 2023 року окупанти обстріляли село

## Географія
Село Мороховець знаходиться біля витоків безіменного пересихаючого струмка, який через 4 км впадає в річку Липець. На струмку ставок Мороховець. На відстані до 1 км розташовані села Олійникове і Красне. За 4 км знаходиться кордон з Росією.